# Dražen Dalipagić
Dražen Dalipagić (en serbio: Дражен Далипагић; Mostar, Yugoslavia; 27 de noviembre de 1951-Belgrado; 25 de enero de 2025 - 1 de febrero de 2025) fue un jugador de baloncesto serbio y máximo anotador de la extinta 
selección yugoslava. Es uno de los jugadores más dominantes en Europa durante finales de los años 1970 y principios de los años 1980. En 2008, fue nombrado uno de los 50 mayores contribuyentes de la Euroliga.

## Biografía
Dražen nació en un matrimonio mixto (padre bosnio y madre croata).
Acabó el Instituto en la Escuela Técnica de Mostar y la Universidad en la Escuela de Magisterio de Belgrado. Sirvió en el ejército yugoslavo en 1979.
Dražen, ampliamente conocido por su apodo "Praja", comenzó a jugar al baloncesto con 19 años y dos años más tarde, en 1973, jugó el primero de sus 243 partidos como miembro de la Selección nacional de baloncesto de Yugoslavia, ganando su primera de doce medallas en competiciones internacionales. Participó en los Juegos Olímpicos en tres ocasiones y fue determinante en el equipo nacional yugoslavo que consiguió la medalla de oro en los Juegos Olímpicos de 1980.
Dalipagić fue nombrado mejor deportista de Yugoslavia en 1978, siendo uno de los deportistas yugoslavos más premiados.
Mientras jugaba en el Partizan Belgrado fue nombrado Jugador Europeo del Año en tres temporadas la: 1977, 1978 y 1980. En 1976 llevó al Partizan Belgrado al título de liga yugoslavo, y a la Copa Korac de la FIBA en 1978. 
Entre 1973 y 1986 jugó 243 partidos con la selección nacional yugoslava de baloncesto, ganando el Campeonato mundial de baloncesto en 1978 y la medalla de oro olímpica en 1980. Dalipagic fue incluido en el Basketball Hall of Fame americano como jugador el 10 de septiembre de 2004. Es también Miembro del FIBA Hall of Fame desde el año 2007.
Posee el récord de medallas en mundiales, junto con los brasileños Amaury Pasos, Ubiratan Pereira Maciel y Wlamir Marques, el yugoslavo Krešimir Ćosić y los soviéticos Serguéi Belov y Aleksandr Belostenny, con cuatro medallas cada uno.  
Como jugador, además de jugar 9 temporadas en clubes de Belgrado al inicio y al final de su carrera deportiva, jugó 7 temporadas en Italia y una en España. 
Desde que dejó de jugar profesionalmente al baloncesto, Dalipagić ha vivido en Belgrado. Fue presidente del club de baloncesto Novi Beograd (Atlas).

## Clubes
- 1971-1980 Partizan de Belgrado
- 1980-1981 Reyer Venezia
- 1981-1982 Partizan de Belgrado
- 1982-1983 Real Madrid
- 1983-1985 Pallalcesto Amatori Udine
- 1985-1989 Reyer Venezia
- 1988-1989 Scaligera Verona
- 1990-1991 Estrella Roja